# Marcelo Díaz
Marcelo Díaz (né le 30 décembre 1986 à Santiago) est un milieu central chilien. Ses débuts professionnels remontent à 2005. Il peut également jouer au poste de milieu défensif ou milieu offensif.

## Carrière

### Universidad de Chile

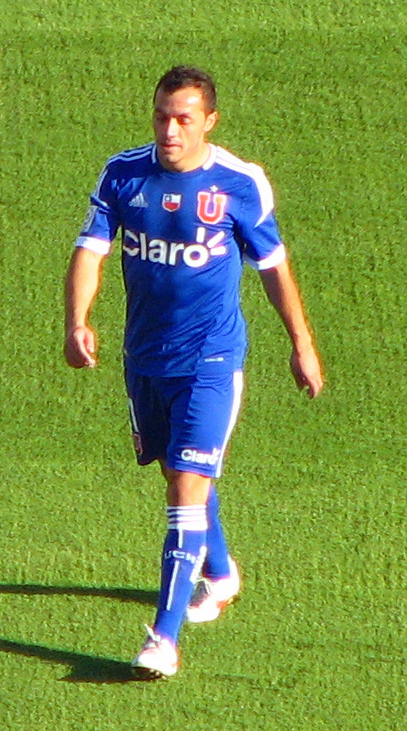
Diaz avec l'Universidad en 2012.

Il fait ses débuts au Chili en 2005, à l'Universidad de Chile. Très tôt, il se révèle comme un solide milieu de terrain. Il réalise de bonnes performances avec son club, c'est ce qui le fera connaitre au Chili.
En 2010, il est prêté au club Chilien de La Serena ou il jouera 13 matchs et marquera 5 buts.
Lors de la saison 2011-2012, il marque 4 buts en 30 matchs avec l'Universidad. C'est cette saison réussie qui lui permettra d’être appelé en sélection avec le Chili. Il se fait par la suite remarquer par de nombreux clubs Européens, dont le FC Bâle qui le recrutera lors du mercato estival de 2012. Il quitte donc le Chili après 6 saisons (210 matchs et 8 buts).

### FC Bâle
Diaz signe un contrat de trois ans au FC Bâle en 2012 en échange de 3,5 Millions d'euros. Lors de sa première saison, il participe à 47 matchs et marque 7 buts dont 4 en championnat, qu'il remportera en 2013. Il connaît, pour la première fois de sa carrière, l’Europe et la Ligue des champions où il marquera un but en six matchs. Lors de la saison suivante, il joue 33 matches et marque 5 buts. Il remporte une nouvelle fois le championnat de Suisse, en 2014. Avec son équipe, ils parviennent à accéder au huitième de finale de la Ligue des champions.
Lors de la saison 2014-2015, il attire les convoitises de nombreux clubs grâce à notamment une qualité de passe remarquable et remarqué. À l'intersaison 2014-2015, il quitte le FC Bâle pour aller en Allemagne, à Hambourg. En trois saisons au FC Bâle, il a joué 96 matchs et a marqué 13 buts.

### Hambourg SV
Lors du mercato hivernal 2015, il signe un contrat de trois ans au Hambourg SV. Il marque son premier but en Allemagne le 1er juin 2015 lors des Play-Off de Bundesliga face à Karlsruhe (victoire 2-1).

### Celta Vigo
Il s'engage avec le Celta de Vigo, le 14 janvier 2016, pour remplacer Augusto Fernández parti à l'Atlético Madrid.

## Sélection avec le Chili
Il connaît sa première sélection en 2011 grâce à ses bonnes performances en club.
Diaz est sélectionné avec le Chili pour participer à la Coupe du monde 2014. Il participera à deux matchs, avant de se faire éliminer au penalty, par le Brésil en huitième de final.
Il est sélectionné avec le Chili, en 2015, pour participer à la Copa América, dans son propre pays.

## Palmarès

### Universidad de Chile
- Championnat du Chili (2)
  - Vainqueur : 2011 (Clôture) et 2012 (Ouverture)
- Copa Sudamericana
  - Vainqueur : 2011

### FC Bâle
- Championnat de Suisse
  - Vainqueur : 2013, 2014 et 2015

### Chili
- Copa América (2)
  - Vainqueur : 2015, 2016
  - Finaliste de la Coupe des confédérations 2017